# هیستری (فیلم ۱۹۶۵)
هیستری (انگلیسی: Hysteria) یک فیلم معمایی به کارگردانی فردی فرانسیس است که در سال ۱۹۶۵ منتشر شد. از بازیگران آن می‌توان به رابرت وبر اشاره کرد.